# Danny McDaid
Danny McDaid (4 agosto 1941) è un ex maratoneta ed ex mezzofondista irlandese.

## Palmarès
| Anno | Manifestazione    | Sede       | Evento         | Risultato | Prestazione | Note |
| ---- | ----------------- | ---------- | -------------- | --------- | ----------- | ---- |
| 1971 | Europei           | Helsinki   | Maratona       | 11º       | 2h19'08"    |      |
| 1972 | Giochi Olimpici   | Monaco     | Maratona       | 23º       | 2h22'26"    |      |
| 1973 | Mondiali di cross | Waregem    | Corsa seniores | 67º       |             |      |
| 1973 | Mondiali di cross | Waregem    | A squadre      |           |             |      |
| 1974 | Mondiali di cross | Monza      | Corsa seniores | 107º      |             |      |
| 1974 | Mondiali di cross | Monza      | A squadre      |           |             |      |
| 1974 | Europei           | Roma       | Maratona       | 12º       | 2h25'08"    |      |
| 1976 | Mondiali di cross | Chepstow   | Corsa seniores | 53º       | 36'27"      |      |
| 1976 | Mondiali di cross | Chepstow   | A squadre      |           |             |      |
| 1976 | Giochi Olimpici   | Montréal   | Maratona       | 42º       | 2h27'08"    |      |
| 1977 | Mondiali di cross | Düsseldorf | Corsa seniores | 67º       |             |      |
| 1977 | Mondiali di cross | Düsseldorf | A squadre      |           |             |      |
| 1978 | Mondiali di cross | Glasgow    | Corsa seniores | 11º       | 39'25"      |      |
| 1978 | Mondiali di cross | Glasgow    | A squadre      | 6º        | 189 p.      |      |
| 1979 | Mondiali di cross | Limerick   | Corsa seniores | 11º       | 38'02"      |      |
| 1979 | Mondiali di cross | Limerick   | A squadre      | Argento   | 198 p.      |      |
| 1980 | Mondiali di cross | Parigi     | Corsa seniores | 93º       | 39'13"      |      |
| 1980 | Mondiali di cross | Parigi     | A squadre      |           |             |      |
| 1981 | Mondiali di cross | Madrid     | Corsa seniores | 188º      | 38'37"      |      |
| 1981 | Mondiali di cross | Madrid     | A squadre      |           |             |      |

## Campionati nazionali
1970
- Oro ai campionati irlandesi di maratona - 2h22'13"

1971
- Argento ai campionati irlandesi di maratona - 2h14'57"

1972
- Bronzo ai campionati irlandesi di maratona - 2h17'12"
- Oro ai campionati irlandesi di corsa campestre - 37'14"

1973
- 4º ai campionati irlandesi di corsa campestre - 38'06"

1974
- Oro ai campionati irlandesi di maratona - 2h19'02"

1976
- Oro ai campionati irlandesi di corsa campestre - 2h13'06"

1979
- Argento ai campionati irlandesi di corsa campestre - 40'03"

1980
- 11º ai campionati irlandesi di maratona - 2h26'35"

1983
- Oro ai campionati irlandesi di maratona - 2h19'09"

1984
- 20º ai campionati irlandesi di maratona - 2h31'29"

## Altre competizioni internazionali
1971
- 7º alla Maratona di Atene ( Atene) - 2h28'06"

1973
- 14º alla Maratona di Atene ( Atene) - 2h30'27"

1976
- 8 alla Maratona di New York ( New York) - 2h17'48"

1977
- 19º alla Maratona di Boston ( Boston) - 2h23'25"
- Argento alla Maratona di Amsterdam ( Amsterdam) - 2h16'14"
- 7º alla Maratona di Enschede ( Enschede) - 2h20'29"